# Итсекири
Итсекири (джекри, джакри) — этническая группа в южной Нигерии, расселенная вокруг города Варри.

## Территория расселения

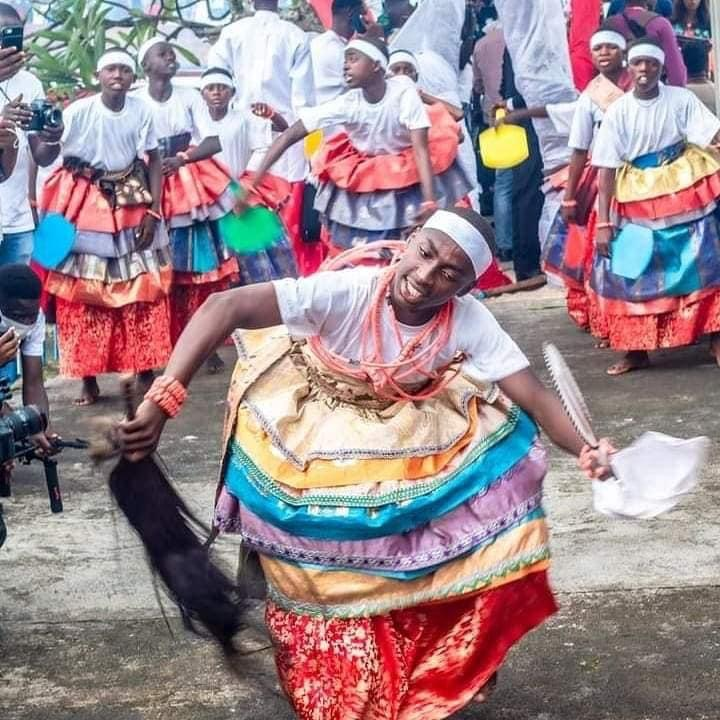
Танец омоко народа итсекири на церемонии коронации

Поселения итсекири располагаются в мангровых зарослях вдоль рек Бенин, Эскавос и Форкадос, впадающих в Атлантический океан.

## История
Согласно собственной устной традиции, первопредок итсекрики Гинува, сын бенинского царя переселился предположительно в середине XV века из Бенина с большой группой бенинских вождей в область Варри, населённую к тому времени йорубаязычными племенами и стал первым олу — традиционным правителем итсекрики. Он основал поселение на реке Форкадос, которое потом разрослось до королевства итсекири со столицей в городе Оде-Итсекири. После начала Трансатлантической торговли с XV в. итсекири заняли роль посредников, что стало предпосылкой развития экономики государственного образования.

В начале 1850-х годов в недрах политического руководства разразился очередной кризис. «Принцы крови» не смогли найти подходящую кандидатуру на роль нового олу, поскольку одни претенденты оказались детьми рабынь, а другие были слишком бедными. Учитывая важное значение торговли европейцев с итсекири, британский консул предложил создать пост «губернатора Реки» (гофине), в круг обязанностей которого входил бы сбор пошлин с европейских судов и общий надзор за коммерческой деятельностью в качестве «главного торговца нации». Должность губернатора занимали соответственно Идиаре (1851-1870), Тсамони (1870-1879), Олому (1879-1883) и затем его сын - Нана.
Нана был избран «губернатором реки Бенин» 12 июля 1884 г. на встрече наиболее видных торговцев итсекири, которые приняли в расчет не только его аристократическое происхождение, но также богатство и влияние, на что указывал еще А. Бернс. Дж. Асиегбу подчеркивал, что развитие торгового предприятия Наны вызывало уважение даже у англичан, которые санкционировали его вступление в должность губернатора. Нана вел весьма активную политическую и коммерческую деятельность, которой была подчинена даже его личная жизнь. Так, выбирая жен, он обычно исходил из соображений укрепления связей с наиболее могущественными торговыми кланами, семьями и отдельными крупными посредниками. Дружеские отношения также должны были служить идее усиления коммерческих союзов.
Компонентом политической власти Наны должна была послужить своего рода «военно-торговая монополия» (О. Икиме называет её «почти монополией» или «властью», использовавшейся для создания монополии), установить которую пытался еще его отец, известный как организатор целой серии войн с конкурирующими торговцами-угхобо. Модель «военно-торговой монополии» времен Наны предполагала формирование мощных  вооруженных сил. По разным сведениям,  под началом Наны находилось от трех до 20 тысяч бойцов, примерно 100 боевых каноэ и более 200 торговых каноэ. Вооруженные силы использовались для проведения ночных рейдов в целях захвата новых рынков, подавления отдельных посредников, не принадлежавших к коммерческой организации Наны, и, разумеется, охраны уже контролируемых им районов. В начале 1890-х годов «военно-торговая монополия» Наны, достигнув своего пика, начала разрушаться. Серьёзный удар по финансовым поступлениям «губернатора Реки» нанесло введение англичанами таможенных пошлин, которые заменили поборы «торговых принцев». В качестве «отступного» Нане стали выплачивать пенсию в размере лишь 200 ф. ст. в год. Еще большим уроном для монополии обернулось насаждение принципов «свободной торговли» и борьба за искоренение рабства, которое по-прежнему оставалось важным элементом социально-экономической структуры. В результате британские власти стали рассматривать Нану не как главу итсекири, а как частное лицо. В апреле 1894 г. комиссар и генеральный консул Клод Макдональд окончательно сместил Нану с его поста и предупредил, что примет к нему самые строгие меры, если он будет препятствовать кому-либо заниматься торговлей. Некоторое время Нана провел в ссылке в Старом Калабаре и Аккре, а последние годы своей жизни активно занимался бизнесом в районе Коко и, вероятно, выступал в роли правительственного подрядчика. Умер он в своем «дворце» третьего июля 1916 г. 

Нана Олому (1856—1916) возглавил сопротивление англичанам в 1894 году (так называемая Брохеми-английская война) и после поражения отправлен англичанами в ссылку.

## Социальная организация
Группа имеет клановую структуру (Угбородо и др.) Верховный правитель итсекири носил титул олу и обеспечивал минимум центральной власти и пытался решать некоторые проблемы, связанные с торговлей. Зачастую смерть олу вызывала обострение борьбы за власть между семейными группировками  местного нобилитета (эби) -  Ологботсере, Увангуе, Иятсере.
Список олу Варри в XX веке:
- Доре Нума (англ. Dore Numa) — 1932—1936
- Гинува II (до коронации его звали англ. Gbesimi Emiko)— 1936 — ?
- Эреджува II (англ. Erejuwa II) — 1966 — ?